# A tej (Így jártam anyátokkal)
A tej az Így jártam anyátokkal című televízió-sorozat első évadának huszonegyedik epizódja. Eredetileg 2006. május 8-án vetítették, míg Magyarországon 2008. október 30-án.
Ebben az epizódban Tednek végre megtalálja a párkereső az ideális párt, de nem tudja felkeresni, mert Lilynek kell segíteni. Eközben Marshall és Barney különféle ugratásokban vesz részt  a munkahelyen. 

## Cselekmény
Az epizód Ted 28. születésnapjával indul, ami remekül sikerül. Másnap reggel csörög a telefonja: a párkereső szolgáltatástól hívják: megtalálták a neki való nőt. Bár maga a cég időközben megszűnt, de a számítógép mégis megtalálta a rendszerében az ideális párt, akivel már szervezheti is a randit.
Közben Barney Marshall segítségét kéri, hogy megszivathassa Clark Butterfield-et, a közelben dolgozó riválisát, akivel egyfolytában ugratják egymást. Ő lesz Barney "genyózási főtanácsadója", és rájön, hogy bár dolgozhatnak máshol is, de ilyen jól nem biztos, hogy érezné magát.
Lily elnyerhetne egy művészösztöndíjat San Franciscóba – ennek ára azonban az lenne, hogy lefújja az esküvőt. Fel kell fednie Ted előtt a tervét, amikor lerobban alatta a kocsi. Ted értemegy, és megosztja vele félelmeit: hogy kétségei vannak a házasság miatt, és hogy szeretne elmenni az interjúra, csak hogy tudja, egyáltalán lenne-e esélye. Ted szerint nem lenne szabad elmennie, de Lily végül azt mondja, hogy mégis, és otthagyja Tedet az út szélén. Ted egy dühös SMS-t ír neki – és azt, hogy hazafelé vegyen tejet. Marshall nem tud neki segíteni, így Robin jön érte, aki kiszőkítette a haját, ami elég viccesen fest. Elviszi ahhoz a bárhoz, ahol találkozhatna Ted álmai nőjével – de ekkor Ted fejében leperegnek az eddigiek, és rájön, hogy neki nem a tökéletes nő kell – neki Robin kell.
Az epizód végén Ted megkérdezi Lilytől, hogy kapott-e tejet – burkoltan az ösztöndíjra célozva. Lily azt mondja, hogy igen, de nem biztos, hogy akarja.

## Kontinuitás
- "A párkereső" című epizódban látott szolgáltatás ismét visszatér.
- Lily ugyanúgy pánikol az esküvő miatt, mit az "Életem legjobb bálja" című részben.

## Jövőbeli visszautalások
- Az epizódban Lilyvel történtek miatt szakítanak a "Ne már" című részben.
- Jövőbeli Ted megemlítette, hogy a 30. születésnapja jobb volt, leszámítva a kecskét. "A kecske" című epizódból, ami aznap játszódik, kiderül, hogy ez a 31. születésnapján történik, ami "Az ugrás" című epizódban volt.
- Marshall az "Én nem az a pasi vagyok" című részben állást kap a Nicholson, Hewitt & West-nél, ahol Clark Butterfield dolgozik.
- "A tökéletes koktél" című epizódban Barney ugyanígy szivatja Marshallt.
- Mikor Lily megkéri Tedet, hogy esküdjön a meg nem született gyerekeire, ő megesküszik Luke-ra és Leiára. Később kiderül, hogy a fia neve tényleg Luke lesz, viszont a lánya Penny.
- Robin elmondja Tednek, hogy utálja a gyerekeket, és nem is akar egyet sem. Később ez lesz a szakításuk oka, és visszatérő elem lesz a cselekmény során.

## Érdekességek
- Manhattan és New Haven között a legrövidebb út nem Duchess County-n keresztül vezet. A kerülő körülbelül 2 órás plusz út Lilynek.
- Carter Bays és Craig Thomas megjelennek az epizódban cameo-szerepben, mint álmentősök.
- A párkereső ügynökség fotóinak egyikén ott szerepel Sandy Rivers is.
- A nő, akit a párkereső szolgáltatás megtalált, feltehetően nem az Anya, még akkor sem, ha egyébként sok tulajdonságukban hasonlítanak. Egyrészt jóval fiatalabb, Ted és közte 6 év korkülönbség van, a rendszer pedig 5 év korkülönbség felettieket eleve nem ajánl. Ráadásul Tracy 2008-ig nem is randizott senkivel.

## Vendégszereplők
- Eric Allan Kramer – Bob Rorschach
- Nate Torrence – Butterfield
- America Olivo – szép nő
- Charlene Amoia – Wendy, a pincérnő
- Brenda Isaacs Booth – Tracy
- Lisa Claire – szép nő 2.
- Carter Bays – álmentős
- Craig Thomas – álmentős

## Zene
- Roxy Music – Mother of Pearl